# Somniosus antarcticus
Somniosus antarcticus е вид хрущялна риба от семейство Somniosidae.

## Разпространение
Видът е разпространен в Австралия (Тасмания), Нова Зеландия и Южна Африка.